# 云栖小镇
云栖小镇地处杭州西湖区西南，位于全国12个国家级旅游度假区之一的杭州之江国家旅游度假区核心区块，辖区面积3.5平方公里，地域涉及原凌家桥、石龙山、良户等村社，是浙江省特色小镇的发源地，
云栖小镇是第二批省级特色小镇，云栖大会永久举办地，是以云计算产业为主导的特色小镇。辖区内有2所高等院校，西湖大学云栖校区（杭州西湖高等研究院）、中共杭州市委党校。国家3A级旅游景区，免费参观。2017年度财政收入超7亿元人民币。设置的管理机构为：杭州云栖小镇管理委员会（西湖区下属的正处级机构），现任主任、党委书记：吕钢锋。

## 历史
云栖小镇前身是2002年经杭州市规划局批准设立的杭州转塘科技园区。2014年10月，时任浙江省省长的李强在考察云栖小镇时，肯定了云栖小镇的发展模式，并首次提出了特色小镇的概念。
2019年12月，云栖小镇2.0建设启动，将持续扶持阿里云、数梦工场等大企业。

## 云栖大会

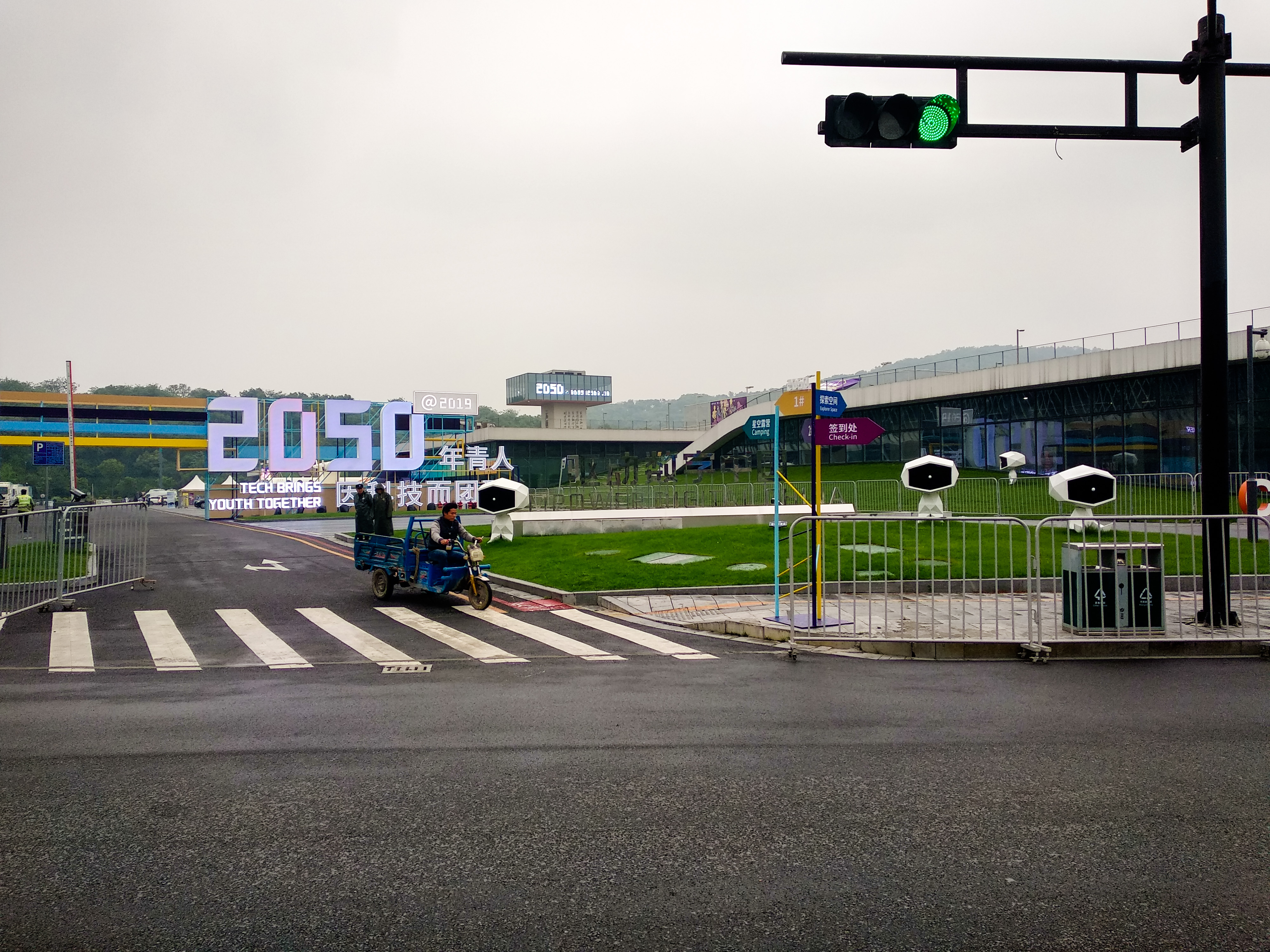
云栖大会（2019年）

云栖大会的前身是阿里云开发者大会，2013年开始移师至云栖小镇举办，2015年更名为云栖大会，当年主会场迁入新建的云栖小镇国际会展中心。云栖大会是目前中国科技届的主流盛会，2018年云栖大会到场人数12万人。

## 主要道路
辖区内横向主要道路有，浮山街、石龙山街和河山街等。纵向道路主要有科海路、山景路、云梦路和凌周线等。

## 主要建筑及园区

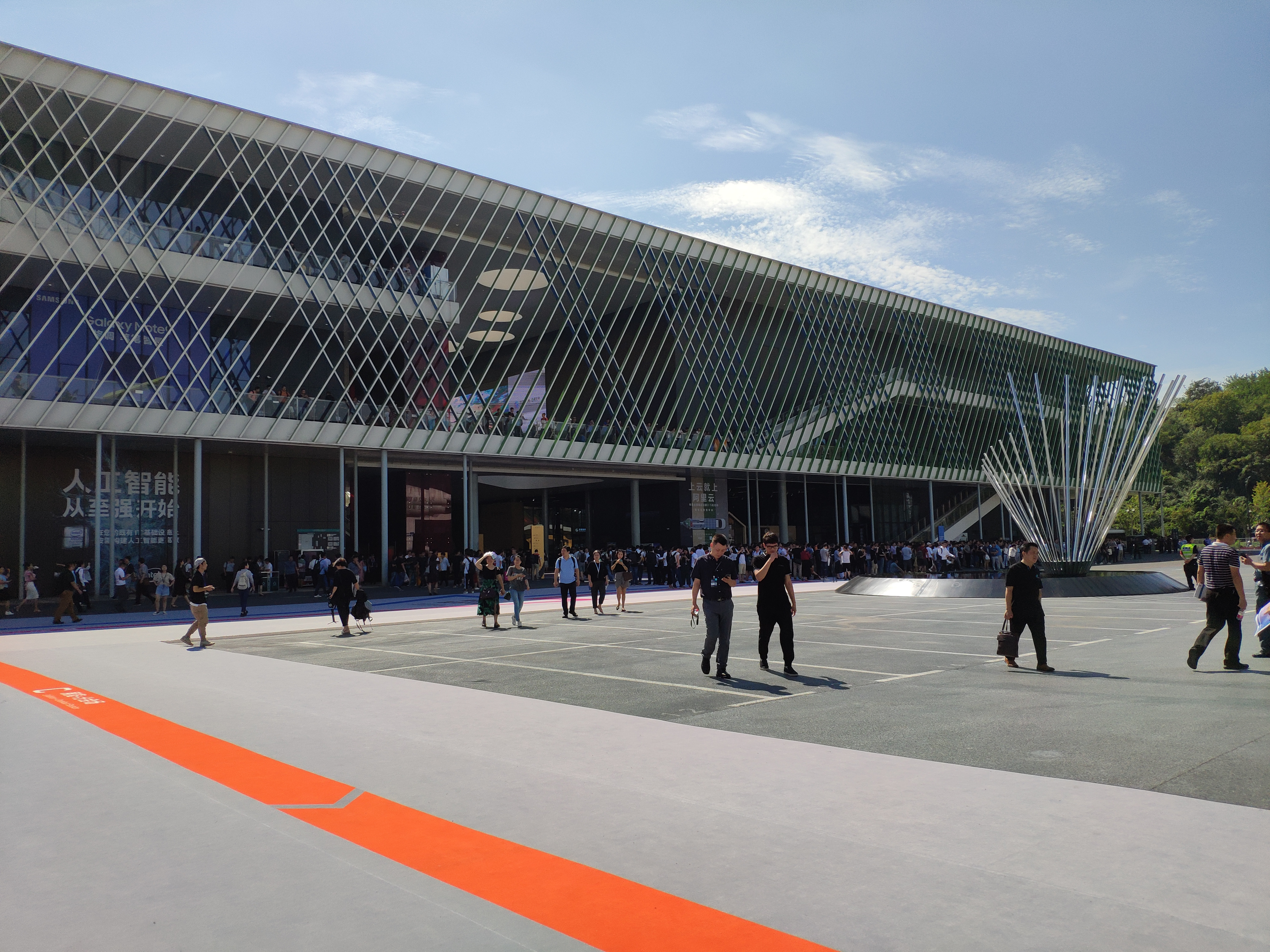
云栖小镇国际会展中心一期

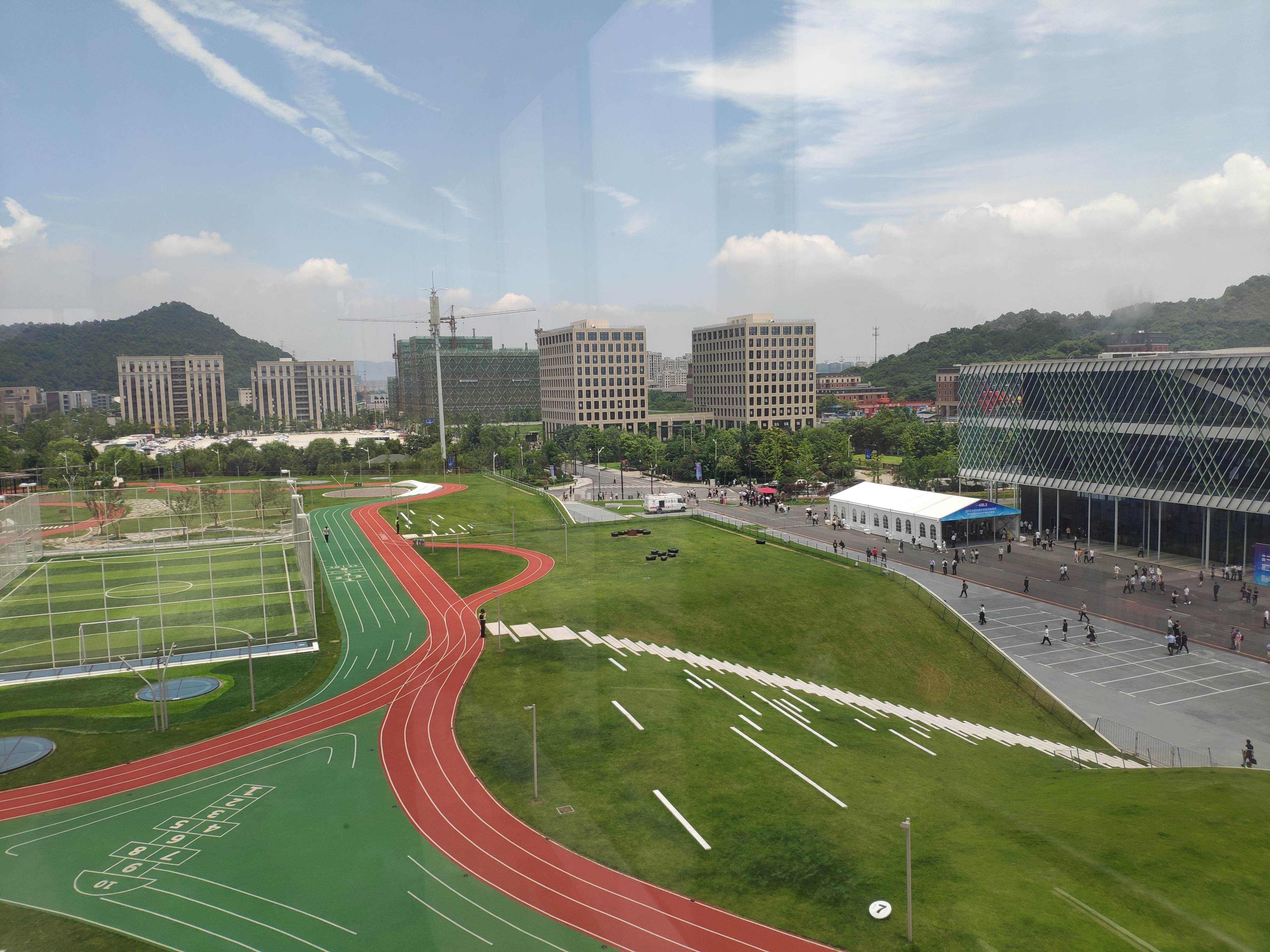
杭州云栖小镇国际会展中心屋顶跑道

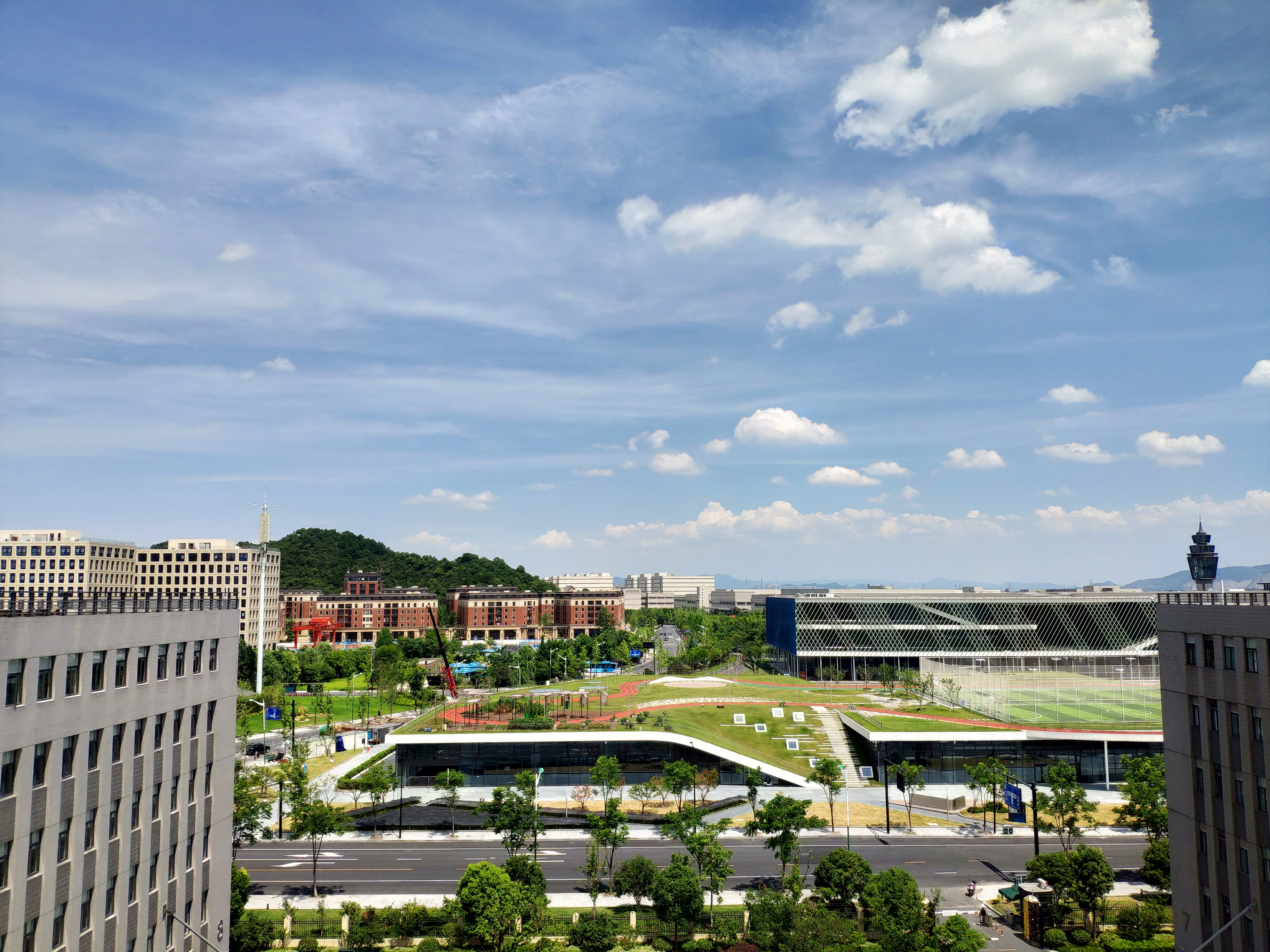
杭州云栖小镇一角

- 云栖小镇国际会展中心
- 杭州云计算产业园
- 中大银座
- 阿里云飞天园区
- 鹏辉产业园

## 主要涉云企业
- 阿里云计算有限公司
- 杭州数梦工场科技有限公司
- 政采云有限公司

## 主要公交线路

### 公交
- 190路 云栖小镇——延安路饮马井巷
- 121路 云栖小镇——蒋村公交中心站
- 122路 云栖小镇——黄龙旅游集散中心
- 433路 转塘西——黄沙桥，停靠石龙山、石龙山街云梦路口、云梦路石龙山街口、云栖小镇等站点。
- 109路 庙山公交站——周浦，停靠石龙山、上新桥等站点。

### 地铁
地铁6号线，途径云栖小镇，在科海路河山街口设置有科海路站。

### 班车
班车在节假日上下班时间段开行，票价3-4.5元不等。
1. 湘湖人家——云栖小镇
2. 春波小区——云栖小镇
3. 亲亲家园——云栖小镇
4. 留和路北口——云栖小镇
5. 滨和路地铁口——云栖小镇
6. 阿里西溪园区——云栖小镇
7. 西庐——云栖小镇
8. 文一西路狮山路口——云栖小镇
9. 汽车北站——云栖小镇